# Coupe du Golfe des clubs champions 1987
Navigation
Édition précédente Sharjah 1988
La Coupe du golfe des clubs champions 1987 est la 5e édition de la Coupe du golfe des clubs champions. Elle a lieu à Koweït City, au Koweït et regroupe au sein d'une poule unique les champions des pays du Golfe Persique. Les clubs rencontrent une seule fois leurs adversaires. Ce tournoi fait également office de groupe éliminatoire pour la Coupe d'Asie des clubs champions 1987-1988, puisque les deux premiers se qualifient pour la phase finale.

## Équipes participantes
5 équipes prennent part au tournoi :
- Kazma Sporting Club - Champion du Koweït 1985-1986
- Al Hilal Riyad - Champion d'Arabie saoudite 1985-1986
- Al Muharraq Club - Champion de Bahreïn 1986
- Al Nasr Dubaï - Champion des Émirats arabes unis 1985-1986
- Fanja Club - Champion d'Oman 1985-1986

## Compétition
| Rang | Équipe              | Pts | J | G | N | P | Bp | Bc | Diff |  | Résultats (▼ dom., ► ext.) |  |     |     |     |     |
| ---- | ------------------- | --- | - | - | - | - | -- | -- | ---- |  | -------------------------- |  | --- | --- | --- | --- |
| 1    | Kazma Sporting Club | 6   | 4 | 3 | 0 | 1 | 6  | 1  | +5   |  | Kazma Sporting Club        |  | 0-1 | 3-0 | 1-0 | 2-0 |
| 2    | Al Hilal Riyad      | 5   | 4 | 2 | 1 | 1 | 6  | 3  | +3   |  | Al Hilal Riyad             |  |     | 2-3 | 0-0 | 3-0 |
| 3    | Al Muharraq Club    | 4   | 4 | 2 | 0 | 2 | 5  | 7  | -2   |  | Al Muharraq Club           |  |     |     | 0-1 | 2-1 |
| 4    | Al Nasr Dubaï       | 3   | 4 | 1 | 1 | 2 | 3  | 4  | -1   |  | Al Nasr Dubaï              |  |     |     |     | 2-3 |
| 5    | Fanja Club          | 2   | 4 | 1 | 0 | 3 | 4  | 9  | -5   |  | Fanja Club                 |  |     |     |     |     |

| Coupe des clubs champions du golfe Persique Kazma Sporting Club 1er titre |